# Dorothy Blum

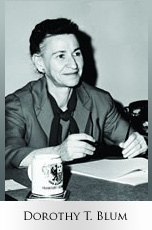
Dorothy Blum.

Dorothy Toplitzky Blum (New York, 21 febbraio 1924 – ottobre 1980) è stata un'informatica statunitense esperta in crittoanalisi. Lavorò per la National Security Agency dal 1944 fino alla sua morte, nel 1980.

## Biografia
Dorothy Toplitzky nacque nel 1924 a New York da genitori austro-ungarici immigrati negli Stati Uniti. Dopo essersi diplomata al Brooklyn College nel 1944, si unì all'unità crittologica dell'esercito statunitense. Rimase all'interno dell'organizzazione anche durante la Seconda Guerra Mondiale, quando cambiò nome in National Security Agency (NSA). Sposò il matematico della NSA Joseph Blum nel 1950, ed insieme ebbero un figlio.
Negli anni '50, la Blum lavorò nel ramo interno della NSA incaricato di "tenere il passo con gli ultimi progressi nel campo dell'informatica", analizzando quelle tecnologie informatiche utili per la crittanalisi e per la SIGINT. Scrisse software per i computer della NSA e insegnò ai dipendenti della NSA a scrivere programmi crittanalitici. Iniziò ad utilizzare il linguaggio di programmazione Fortran tre anni prima del suo rilascio pubblico, nel 1957.
Durante gli anni '60 e '70, Dorothy Blum continuò a lavorare nel campo dell'informatica, contribuendo a progettare i sistemi informatici della NSA e ad automatizzare i processi. Nel 1972, divenne il capo della NSA Computer Operations Organization (C7), unica donna presente nella gerarchia di gestione dell'organizzazione. Nel 1977 venne nominata responsabile di sviluppo progetto (T4) nell'Organizzazione delle telecomunicazioni e dei servizi informatici.

## Eredità
Dorothy Blum morì di cancro nell'ottobre 1980, all'età di 56 anni. Venne indetto un premio interno alla NSA con il suo nome, e nel 2004 fu inserita nella Hall of Honor della NSA. Una biografia ufficiale della NSA afferma che, nei suoi 36 anni di carriera, la Blum "ha cambiato significativamente il modo in cui l'NSA ha fatto la crittanalisi". È stata anche eletta una delle prime 100 "donne più importanti del governo federale".